# Serge Fiori
Pour les articles homonymes, voir Fiori.
Serge Fiori, né le 4 mars 1952 à Montréal et mort le 24 juin 2025 à Saint-Henri-de-Taillon, est un guitariste et auteur-compositeur-interprète québécois d'origine italienne.
Il est surtout connu pour son rôle dans le succès du groupe rock progressif québécois Harmonium, groupe phare au Québec durant les années 1970. Sa voix, ses compositions originales et complexes, sa vision de la musique ont teinté les réalisations d'Harmonium qui est passé d'un simple groupe folk à un groupe culte, en seulement trois ans et trois albums. Il participe ensuite au duo Fiori-Séguin et collabore sporadiquement avec d'autres artistes. Il se fera plus discret, ne sortant que deux albums solo en trente ans, mais a toujours maintenu un public fidèle.
Il est demeuré un défenseur discret de la langue française et de la culture québécoise en plus d'être un souverainiste convaincu. Il meurt le jour de la Fête nationale du Québec. 

## Biographie
Né dans le quartier de la Petite Italie d'une mère francophone et d'un père issu de la communauté italienne de Montréal, Serge Fiori chante depuis l'âge de quatre ans dans l'orchestre jazz de son père Georges, le Ballroom Orchestra. Autodidacte, ce musicien touche-à-tout, maîtrise déjà à 12 ans, les bases de la guitare, apprises à l’oreille. Dès l'âge de quinze ans, il se produit dans les clubs et les bars de la région, avec le groupe de son père. À seize ans, en 1968, il publie même un 45 tours, Jeune fille de couvent/L'Humanité au sein du groupe Les Comtes Harbourg,. Rapidement, il gagne sa vie et paie ses études en communication avec sa musique. Avec son vieil ami, le batteur Réal Desrosiers et les musiciens Frank Dodman et Andy Harvey, ils forment le groupe Morphus qui, en 1971, accompagnera Guy Trépanier à l'enregistrement de son disque homonyme,. L'année suivante, il est approché par Michel Normandeau pour produire la musique d'une pièce de théâtre de Claude Meunier. Le projet avorte mais Normandeau et Fiori se lient d'amitié et commencent à écrire des chansons. Louis Valois joint rapidement le duo en tant que bassiste et restera au sein du groupe tout au long de son existence.

### Harmonium
« Fiori a fiorisé la guitare. […] Ses successions d’accords, ses montées, ses vols planés, ses descentes, ses remontées et ses silences font qu’une guitare ne sonne plus comme une guitare, mais comme un orchestre. Comme un ensemble. »

— Stéphane Laporte
L'aventure Harmonium débute. Au sein de la formation, Fiori sera guitariste et chanteur en plus de participer à la composition de pratiquement toutes les chansons. C'est ainsi qu'il s'établit rapidement comme le pilier du groupe. Il le mène d'album en album, de 1974 jusqu'en 1978, année où le groupe se sépare définitivement.
Le premier album, simplement intitulé Harmonium, sort en février 1974. L'album offre un son dominé par la guitare acoustique et contient notamment la chanson Pour un instant, co-écrite par Fiori et Normandeau. Énorme succès radiophonique, Pour un instant sera destinée à devenir un classique de la chanson québécoise. Le second disque du groupe, Si on avait besoin d'une cinquième saison, parait l'année suivante et s'éloigne de la sonorité folk du premier album pour prendre une inflexion certaine vers le rock progressif. Suivra L'Heptade, un album double assez ambitieux musicalement et conceptuellement qui poursuit dans la même veine progressive. L'Heptade sort en novembre 1976, au moment où le Parti québécois prend le pouvoir. Il connaît un succès immédiat, devenant disque de platine (100 000 copies) neuf mois après sa sortie. Ce sera pourtant le dernier album du groupe sans compter la publication d'une captation publique du spectacle de L'Heptade.
Hissé au rang de vedette, Fiori fut victime d'une attention médiatique qui constitue un phénomène unique dans la chanson québécoise, particulièrement à la suite du lancement de l'album L'Heptade, qui comportait une dimension spirituelle et conféra à l'artiste un rôle de gourou, aussi encombrant qu'épuisant pour le principal intéressé. Fiori raconte comment, durant les années d'Harmonium, les gens venaient camper sur son terrain et s'abreuvaient de la moindre parole sortant de sa bouche. Son amour pour la langue française et la culture québécoise en plus de son désir de voir le Québec devenir un pays indépendant ont toujours été subtilement présents dans son discours et son œuvre.
En 1977, il écrit Duodadieu avec Luc Plamondon et François Cousineau pour Diane Dufresne et l'enregistre en duo avec cette dernière. La même année, il est invité à jouer le riff de 12 cordes électrique de la chanson Réjean Pesant de Paul Piché.

### Fiori-Séguin
L'année suivante, Fiori collabore avec Richard Séguin, une autre figure de proue de la chanson québécoise, sur l'album Deux cents nuits à l'heure. Vendu à plus de 200 000 exemplaires lors de sa sortie, cet album signé Fiori-Séguin, qui regroupait la plupart des musiciens de la dernière cuvée d'Harmonium, obtient plusieurs trophées au premier gala de l'ADISQ en 1979.

### Carrière solo et multiples projets

#### Années 1980
Fiori et les membres d'Harmonium sont invités par Neil Chotem sur l'album Live au El Casino enregistré principalement les 26 et 27 mai 1979 dans cette salle de Montréal, maintenant disparue, et publié la même année. Neil Chotem avait par ailleurs participé à l'Heptade comme pianiste, arrangeur et chef d'orchestre.
Fiori renonce à la scène et depuis lors, protège farouchement sa vie privée. Il quitte le Québec pour Los Angeles où il étudiera la méditation, l'informatique et la composition. À son retour au Québec, reclus dans son appartement, il en profite pour apprendre le piano et commence à faire des expérimentations sur le synthétiseur dont il a fait l'achat. En 1982, il participe à l'écriture de la musique du nouveau spectacle de l'humoriste Yvon Deschamps. Après un autre retrait de quelques années de la scène artistique, il compose la musique, en collaboration de Paul Boudreau sur des paroles de Louis Saia et Pierre Huet, et interprète la chanson Juste pour rire du populaire festival d'humour de Montréalen 1985, et a participé à la production sonore du festival de 1984 à 1986. Il lance un album solo, Fiori, en 1986. Ce disque, plus branché sur les années 1980, a tout de même rejoint ses nombreux fans, qui l'attendaient impatiemment[réf. nécessaire]. Pour plusieurs années, un ressourcement et une réorientation de carrière ont toujours retardé le retour véritable de Serge Fiori sur disque, lui qui vit d'ailleurs très loin des projecteurs médiatiques.[réf. nécessaire]
En 1989, il produit l'album Changement d'adresse de Nanette Workman sur lequel il compose la plupart des chansons. Sur la pièce Ballons percés, qu'il interprète en duo avec Nanette, il écrit les paroles, joue le solo de guitare sur une musique de Serge Locat. Il révèle d'ailleurs en 2013 dans sa biographie que Nanette Workman et lui ont entretenu une relation d'environ quatre ans qui est à peu près toujours demeurée secrète.

#### Années 1990
En 1994 et 1995, il produit quatre albums de Shiva Mantra avec le musicien Peter Keogh.
Il travaille en collaboration sur plusieurs musiques de film avec Majoly, danseuse, auteure, compositrice interprète avec laquelle il partage sa vie pendant plus de 10 ans. En 1997, le couple est victime d'une attaque lorsqu'ils se retrouvent face à un groupe de quatre jeunes femmes qui, à trois reprises, les assaillent de coups. La mésaventure continue lorsqu'en cour, ils font face à quatre avocats de la défense qui les dépeignent, à tort, comme des prestataires de l'aide sociale, accros à la drogue, et qui les accusent d'avoir provoqué la bagarre dans le but de recevoir des prestations de la CSST.

#### Années 2000
Serge Fiori vivra plusieurs années dans le Vieux-Longueuil en banlieue de Montréal et y a produit de la musique à son studio. Il aide de jeunes artistes émergents tels que Erik Mongrain, Pascale Picard, 3 Gars su'l sofa, Les Chiens Sales, The Hot Springs, ou encore Marie-Michèle Rivard[réf. nécessaire].
Il collabore avec l'animateur et journaliste Paul Arcand pour lequel il compose le premier jingle de son émission du matin, Puisqu'il faut se lever, en plus de la bande-son de deux de ses documentaires, Les Voleurs d'enfance (2005) et Québec sur ordonnance (2007).
Le 9 juin 2006, Serge Fiori est invité au balcon lors de son hommage, Salut à Serge Fiori, à la salle Wilfrid-Pelletier de la Place des arts, à Montréal, dans le cadre des FrancoFolies. Plusieurs artistes de la scène québécoise ont remanié ses chansons pour l'occasion : Éric Lapointe, Loco Locass, Marc Déry, Boom Desjardins, Marco Calliari, Stéphanie Lapointe, Mes Aïeux, Marie-Jo Thério et Catherine Durand. On y voit un Fiori profondément touché, émotif, mais en même temps mal à l'aise, en particulier lors de l'interprétation de la chanson Le corridor par Monique Fauteux, la conjointe du bassiste d'Harmonium, Louis Valois, et leur fille, Julie Valois. Tous ces artistes, et quelques autres, se retrouvent d'ailleurs sur l'album « Fiori - Un musicien parmi tant d'autres » regroupant les chansons enregistrées en studio. Ce disque inclut aussi la version originale de la chanson Duodadieu, sur laquelle on entend Fiori, et une version sur scène de la chanson titre, toutes deux chantées par Diane Dufresne et enregistrées en 1977. On y retrouve aussi la longue pièce instrumentale Histoire sans paroles avec, entre autres, Marie-Jo Thério et Nanette Workman.

#### Années 2010
En avril 2013, Louise Thériault, une thérapeute en relation d'aide et psychosociologue qui a été la conjointe de Fiori pendant un certain temps, publie la biographie autorisée Serge Fiori : s'enlever du chemin. Ce dernier s'y révèle et, par la suite, accepte plusieurs entrevues avec les médias. Il parle franchement de problèmes de santé reliés à un « bad trip » causée par une capsule de LSD prise à son insu qui l'a jeté dans un coma à l'adolescence. Il avoue aussi souffrir d'un dérèglement au niveau du cerveau qui lui fait vivre des périodes d'anxiété. Enfin, il reconnaît avoir vécu des problèmes d'alcool, réglés depuis. Pendant la préparation et la promotion de ce livre, Fiori écrit, compose et enregistre de nouvelles chansons.

##### AlbumSerge Fiori
Vingt-huit ans après la sortie du disque Fiori, il lance, le 4 mars 2014, son second album homonyme. Composé de 11 titres et publié par l'étiquette GSI Musique, cet album a été certifié platine (80 000 copies vendues au Québec) et frôle 100 000 copies vendues avant la fin de l'année 2014,. En novembre 2016, lors de son passage sur le plateau de Tout le monde en parle avec Louis Valois pour la promotion de leur album L'Heptade XL, il confirme que son disque dépasse les 120 000 copies vendues.
Le 13 juin 2014, lors des 26e FrancoFolies de Montréal, une présentation de l'album en spectacle appelée Fioritudes a été présentée à la Salle Wilfrid-Pelletier de la Place des Arts avec Marie-Pierre Arthur, Antoine Gratton, Catherine Major et Alexandre Désilets. Une tournée, sur laquelle se rajoute Ian Kelly et Daniel Lavoie, a eu lieu l'année suivante. Ce spectacle est produit par Luc Picard et Marc Pérusse.
Un vidéoclip de la chanson Le monde est virtuel a été produit par Dominique Laurence avec l'aide de séquences filmées par le public avec des webcams personnelles. Ce clip s'est mérité une nomination au Gala de l’ADISQ de 2014. Un second vidéoclip, cette fois de la chanson Jamais,  a été créé par la chorégraphe Marie Chouinard et mettant en vedette les danseurs Sacha Ouellette-Deguire et Megan Walbaum.
Le disque a remporté trois prix Félix au Gala de l’ADISQ de 2014: Album de l’année (Adulte contemporain), Album de l’année (Meilleur vendeur) et celui du Réalisateur de l’année partagé avec Marc Pérusse en plus des nominations pour Album de l'année – Choix de la critique et Interprète masculin de l'année.
Fiori a aussi été en nomination pour trois prix Juno : Album francophone de l'année, Prix du public et Album de l'année.

##### Seul ensemble
Pour Seul ensemble, la seizième création originale du Cirque Éloize, on utilise comme thème et trame musicale les chansons de Serge Fiori, annonçant au départ qu'on abordera toute sa carrière autant avec Harmonium qu'en solo. Dans les faits, seules Ça fait du bien et Viens danser, du disque Deux cents nuits à l'heure et Si bien de l'album Serge Fiori , ne seront pas tirées du répertoire de ce groupe. Les enregistrements originaux sont retravaillés par l'auteur, secondé de Louis-Jean Cormier et Alex McMahon. Le spectacle de la troupe québécoise est présenté au Théâtre St-Denis de Montréal du 6 au 31 mars 2019 et se poursuit au Théâtre Capitole de Québec du 20 juin au 13 juillet. Des supplémentaires ont été ajoutées à Montréal du 26 septembre au 20 octobre. Le spectacle devait être de retour à Québec à partir du 26 juin jusqu'au 9 août 2021 mais a été repoussé une seconde fois en raison de la pandémie de la Covid-19,. On y voit sur scène cinq danseurs et quinze acrobates, mis en scène par Benoit Landry. Quelques séquences filmées et de la narration de Fiori sont intégrées au spectacle.
Un album double, publié le 8 mars 2019, est réalisé et arrangé par Fiori avec Louis-Jean Cormier (guitares, synthétiseur, voix, percussions et basse), Alex McMahon (piano, claviers, basse, batterie, percussions et voix) et Guillaume Chartrain (basse, voix, prise de son et mixage) à partir des bandes maîtresse originales sur lesquelles d'autres instrumentations sont rajoutées; des ajouts par ces trois musiciens, des cuivres, des cordes et des chœurs. La chanson De la chambre au salon, dans sa nouvelle version, est sortie le 20 février en single promotionnel.

#### Années 2020

##### Riopelle symphonique
À l'instar de Histoires sans paroles – Harmonium symphonique orchestré par Simon Leclerc en 2020, le compositeur Blair Thomson utilise, deux ans plus tard, des mélodies tirées des albums Fiori (1986), Fiori-Séguin (1978), Serge Fiori (2014) en plus de l'album moins connu Le Mantra Gāyatrī (1994) comme trame sonore du spectacle Riopelle symphonique. Cette production multimédia, mise en scène par Marcella Grimaux et présentée les 16, 17 et 18 février 2023 à la salle Wilfrid-Pelletier de la Place des Arts de Montréal lors du festival Montréal en lumière, souligne le centenaire du peintre Jean Paul Riopelle. Les 140 musiciens de l’Orchestre symphonique de Montréal, accompagnés des Petits Chanteurs de Laval et du chœur de Temps Fort, sont dirigés par Adam Johnson. Le spectacle sera repris les 8 et 9 septembre au Grand Théâtre de Québec.
Un album, enregistré à la Maison symphonique de Montréal sous la direction artistique de Nicolas Lemieux, est aussi disponible depuis le 17 novembre 2022. Les cinq mouvements empruntent les mélodies des chansons de Serge Fiori La moitié du monde, La vague, Étrange, Si bien, Laisse-moi partir, Seule et Jamais. Les notes biographiques du peintre, présentées dans le livret de l’album, sont rédigées par l’historien de l’art John R. Porter.

##### Chez Padréet festival KWE!
Avec sa conjointe Hélène Lévesque, il s'installe à Saint-Henri-de-Taillon, aux abords du lac Saint-Jean. En 2022, il produit et anime une web-série intitulée Chez Padré dans laquelle il s'entretient avec des personnalités diverses. Ces épisodes, allant d'une heure ou deux, ont vu passer Régis Labaume, Isabel Richer, Luc Picard, Normand Brathwaite, Guylaine Tremblay, Anne Dorval, Louis-Jean Cormier, France Castel, Luc Dionne et Michel Côté. Une seconde saison a été annoncée pour l'année suivante mais est restée en suspens[réf. nécessaire].
En 2023, il est invité par Mélanie Vincent, directrice du festival KWE! À la rencontre des peuples autochtones, afin d'adapter la chanson Un musicien parmi tant d'autres pour y faire chanter, dans chacune de leurs langues, les onze communautés autochtones du Québec; Innu, Atikamekw, Wendat, Mi’gmaq, Naskapi, Wolastoqiyik Wahsipekuk, W8banaki, Inuit, Eeyou, Kanien’kehá:ka, Anishinabeg. La première de cette prestation devait avoir lieu lors des célébrations de la Fête Nationale à Québec le 23 juin 2025 qui ont été annulées en raison de fortes intempéries. Le documentaire Onze nations pour une chanson est en production et sera diffusé le 26 août sur ICI Télé et ICI TOU.TV.

### Mort
Serge Fiori meurt durant la nuit du 24 juin 2025 dans sa résidence de Saint-Henri-de-Taillon, au Lac-Saint-Jean à l'âge de 73 ans, une semaine après être fait chevalier de l'Ordre national du Québec. En hommage, la coda de la chanson Un musicien parmi tant d'autres  a été chantée par les artistes et le public, pendant les célébrations de la Fête nationale à Montréal le même jour.
Le 15 juillet à 15 heures, Fiori a eu des funérailles nationales « sous forme de cérémonie d’hommage national. Le drapeau du Québec [a été] mis en berne, de l’aube au crépuscule, sur la tour principale de l’hôtel du Parlement » de Québec. Cet hommage, mis en scène par Dominic Champagne et Pierre Séguin, a lieu dans la salle Wilfrid-Pelletier de la Place des Arts de Montréal regroupant plusieurs musiciens québécois, tels Richard Séguin, Michel Rivard, Marie-Pierre Arthur, Philippe Brach et Klô Pelgag, des comédiens, Luc Picard, Michel Barette, Guylaine Tremblay ou Normand Brathwaite, et les personnalités politiques François Legault, premier ministre, et Régis Labeaume, l'ancien maire de Québec et ami du défunt. Plusieurs interprétations de chansons ont été entendues, certaines incorporant la voix et le son de la guitare de Fiori. Histoire sans paroles a été interprétée sur scène par les membres d'Harmonium, Serge Locat, Louis Valois et sa conjointe Monique Fauteux (et leur fille Julie), avec Judi Richards reprenant ses vocalises et, pour la première fois ensemble, Pierre Daignault et Libert Subirana tous deux à la flûte traversière. Le groupe, augmenté de plusieurs autres musiciens et chanteurs, a été sur scène tout le long de la cérémonie. L'évènement a été diffusé sur les ondes de Radio-Canada et de LCN.

## Discographie

### Les Comtes Harbourg
45-tours inédit
1968 : Jeune fille de couvent / L'Humanité (Sur le label Franco-Élite Inc. Distribué par Trans-Canada).

### En solo
45-tours inédit
1985 : Chanson-thème de Juste pour rire / face B Juste pour rire (instrumental) (Polydor)
Albums

### En collaboration
Avec Neil Chotem
Avec Nanette Workman
Avec Peter Keogh
Avec Louis-Jean Cormier

### Avec artistes variés
- 1971 : Guy Trépanier - Guy Trépanier ; Guitare[71]
- 1977 : Diane Dufresne - Maman, si tu m'voyais... tu s'rais fière de ta fille ! ; Chant sur Duodadieu[72]
- 1977 : Paul Piché - À qui appartient l'beau temps? ; Guitare acoustique et guitare 12 cordes sur Réjean Pesant[73]
- 1978 : Gilles Valiquette - Vol de nuit ; Chœurs avec Daniel Barbe, Estelle Sainte-Croix, Marie-Claire Séguin, Pierre Bertrand et Richard Séguin[74]
- 1978 : Marie-Claire Séguin - Marie-Claire Séguin ; Guitare sur Dormir avec vous et L'enfant triste[75],[n 17]
- 1979 : Marie-Claire Séguin - Marie-Claire Séguin ; Coauteur et chœurs sur Le printemps[76]
- 1982 : Yvon Deschamps - C'est tout seul qu'on est l'plus nombreux ; Collabore à l'écriture de la majorité des chansons[77]
- 1985 : Juste pour rire - Juste pour rire! - Compilation de prestations enregistrées durant le festival de 1985 ; Chanson-thème[78]

### Musique de films
- 1990 : Une histoire inventée d'André Forcier[79]
- 1999 : Contes pour tous - Hathi (avec Majoly)[80]
- 2000 : Contes pour tous - Mon petit diable (avec Aashit Desai, Majoly et Deval Mehta)[81]
- 2001 : Madame Brouette (avec Majoly et Mamadou Diabaté)[82]
- 2005 : Les voleurs d'enfance
- 2007 : Québec sur ordonnance
- 2008 : Babine (en collaboration avec Normand Corbeil)[83]

### Autres
- 1994 : Vers un lendemain sensationnel - Musique et messages subliminaux avec une narration de Michel Marmen[84]

### Producteur
- 1995: Orchestre Georges Fiori avec Perry Canestrari[85]
- 2003 : Les Pourris...de talent [86]
- 2005 : Nanette Workman - Mississippi Rolling Stone [87]
- 2006 : Erik Mongrain - Fates[88]

## Prix et distinctions

### Gala de l'ADISQ

#### artistique
| Année | Catégorie                                         | Pour                                                                                                   | Résultat   |
| ----- | ------------------------------------------------- | --- | ---------- |
| 1979  | disque de l'année / auteur-compositeur-interprète | Deux cents nuits à l'heure (avec Fiori-Séguin)                                                         | lauréat    |
| 1979  | groupe de l'année                                 | Fiori-Séguin                                                                                           | lauréat    |
| 1979  | microsillon de l'année                            | Deux cents nuits à l'heure (avec Fiori-Séguin)                                                         | lauréat    |
| 1986  | interprète masculin de l'année                    | Serge Fiori                                                                                            | nomination |
| 1987  | interprète masculin de l'année                    | Serge Fiori                                                                                            | nomination |
| 2009  | album de l'année - bande sonore originale         | Babine (avec Normand Corbeil)                                                                          | lauréat    |
| 2014  | album de l'année - adulte contemporain            | Serge Fiori                                                                                            | lauréat    |
| 2014  | album de l'année - choix de la critique           | Serge Fiori                                                                                            | nomination |
| 2014  | album de l'année - meilleur vendeur               | Serge Fiori                                                                                            | lauréat    |
| 2014  | interprète masculin de l'année                    | Serge Fiori                                                                                            | nomination |
| 2014  | vidéoclip de l'année                              | Le monde est virtuel                                                                                   | nomination |
| 2015  | chanson de l'année                                | Le monde est virtuel                                                                                   | nomination |
| 2021  | album de l'année - réinterprétation               | Harmonium symphonique - Histoires sans paroles (avec Harmonium et l'Orchestre symphonique de Montréal) | lauréat    |
| 2021  | album de l'année - succès populaire               | Harmonium symphonique - Histoires sans paroles (avec Harmonium et l'Orchestre symphonique de Montréal) | nomination |

#### industriel
| Année | Catégorie                        | Pour                                         | Résultat |
| ----- | -------------------------------- | -------------------------------------------- | -------- |
| 2014  | réalisateur de disque de l'année | Serge Fiori et Marc Pérusse pour Serge Fiori | lauréat  |

### Prix Juno[96]
| Année | Catégorie                    | Pour                                      | Résultat   |
| ----- | ---------------------------- | ----------------------------------------- | ---------- |
| 1976  | groupe de l'année            | Harmonium                                 | nomination |
| 1976  | album le plus vendu          | Si on avait besoin d'une cinquième saison | nomination |
| 2015  | Juno choix du public         | Serge Fiori                               | nomination |
| 2015  | album de l'année             | Serge Fiori                               | nomination |
| 2015  | album francophone de l'année | Serge Fiori                               | nomination |

### Gala Québec Cinéma
| Année | Catégorie                   | Pour                          | Résultat |
| ----- | --------------------------- | ----------------------------- | -------- |
| 2009  | meilleure musique originale | Babine (avec Normand Corbeil) | lauréat  |

### Autres prix
- Berlinale 2003 : Ours d'argent de la meilleure musique de film pour Madame Brouette (avec Majoly et Madou Diabaté)
- 2019 : Compagnon de l'Ordre des arts et des lettres du Québec[97]
- 2019 : Panthéon des auteurs et compositeurs canadiens[98]
- 2025: Chevalier de l'Ordre national du Québec[49]